# Axel Braun
Axel Braun é um diretor de filmes adultos da Itália. Ele é filho do pioneiro Lasse Braun, conhecido pela sua luta pela indústria pornográfica na Europa.

## Carreira
Neto de um diplomata, Braun foi criado na Itália e freqüentou as melhores escolas do país, sendo membro da Mensa e formado em cinema. É Ph.D em Psicologia.
Em março de 2010, Braun apareceu em uma campanha pública contra a pirataria na internet de filmes adultos. Em um dos comerciais, intitulado "FSC All-Star Anti-Piracy PSA, Braun aparece em companhia de outras estrelas da industria pornográfica, como Lisa Ann, Julie Meadows, Ron Jeremy,  Alektra Blue e Kaylani Lei.

## Filmografia
- Anal Retentive Series (1-6) (New Sensations/Digital Sin)
- Asstronomical (New Sensations/Digital Sin)
- The Bachelorette (Elegant Angel)
- Batman V. Superman XXX: An Axel Braun Parody
- Big Cock Seductions Series (9-13) (New Sensations/Digital Sin)
- Biggz And The Beauties Series (9-13) (New Sensations/Digital Sin)
- Black Out (New Sensations/Digital Sin)
- The Book of Lust (VCA)
- Boy Meats Girl (1 and 2) (New Sensations/Digital Sin)
- Cadillac Highway (Private)
- China Blue (Vivid/Teravision)
- China Syndrome 1 (New Sensations/Digital Sin)
- Cleavage (Vivid/Teravision)
- Compulsion (Elegant Angel)
- Cumming of Age (New Sensations/Digital Sin)
- Delusion (Elegant Angel)
- Double Teamed Series (1-6) (New Sensations/Digital Sin)
- Euro Nymphs (Midnight Video)
- Fleshlight (In-X-Cess)
- Fucking Assholes (1-4) (New Sensations/Digital Sin)
- Getting Behind (New Sensations/Digital Sin)
- Gigolo: A love story (Elegant Angel)
- Goin' Deep (1-5) (New Sensations/Digital Sin)
- Kink (Vivid/Teravision)
- Naughty College School Girls (32-38) (New Sensations/Digital Sin)
- Seduction (Elegant Angel)
- Sexcape(VCA)
- She Takes Two (1 and 2) (New Sensations/Digital Sin)
- Sodomania #40 (co-directed) (Elegant Angel)
- Squirting 101 Series (1-10) (New Sensations/Digital Sin)
- Squirting 201 Series (1-5) (Liquid/EXP)
- Stimula (Vivid/Teravision)
- This Ain't Avatar XXX (Hustler)
- This Ain't COPS XXX (Hustler)
- This Ain't I Dream Of Jeannie XXX (Hustler)
- This Ain't Dirty Jobs XXX (Hustler)
- This Ain't Glee XXX (Hustler)
- This Ain't Happy Days XXX (Hustler)
- This Ain't I Dream Of Jeannie XXX (Hustler)
- This Ain't Star Trek XXX (Hustler)
- This Ain't Star Trek XXX2:The Butterfly Effect (Hustler)
- Tongues and Twats (New Sensations/Digital Sin)
- Trust (Elegant Angel)